# Episodi de I Saurini e i viaggi del meteorite nero (terza stagione)
La terza stagione della serie animata I Saurini e i viaggi del meteorite nero è stata trasmessa su Rai 2 dal 15 settembre 2012 al 24 marzo 2013.
| nº | Titolo originale              | Prima TV Italia   |
| -- | ----------------------------- | ----------------- |
| 1  | Odissea giurassica            | 15 settembre 2012 |
| 2  | La danza della pioggia        | 23 settembre 2012 |
| 3  | Il bosco dei desideri         | 30 settembre 2012 |
| 4  | Avventura al polo sud         | 7 ottobre 2012    |
| 5  | La più bella del reame        | 14 ottobre 2012   |
| 6  | Occhiali per ciclopi          | 4 novembre 2012   |
| 7  | Elementare saurini            | 11 novembre 2012  |
| 8  | Il sorriso di nunzy           | 18 novembre 2012  |
| 9  | Cinghiali all'attacco         | 25 novembre 2012  |
| 10 | Il kimono nero                | 2 dicembre 2012   |
| 11 | Il boss del gelato            | 9 dicembre 2012   |
| 12 | Il re dei sette mari          | 16 dicembre 2012  |
| 13 | I giullari dell'imperatore    | 23 dicembre 2012  |
| 14 | Un affare che frutta          | 30 dicembre 2012  |
| 15 | Piu in alto saurini           | 6 gennaio 2013    |
| 16 | A tutto gas                   | 13 gennaio 2013   |
| 17 | Una sfida in bianco e nero    | 20 gennaio 2013   |
| 18 | Caccia all'uomo scimmia       | 27 gennaio 2013   |
| 19 | Dentro il labirinto           | 3 febbraio 2013   |
| 20 | La formula segreta            | 10 febbraio 2013  |
| 21 | La banda del bosco            | 17 febbraio 2013  |
| 22 | Un mostro da prima pagina     | 24 febbraio 2013  |
| 23 | Fantasmini                    | 3 marzo 2013      |
| 24 | SuperSaurini                  | 10 marzo 2013     |
| 25 | Magia preistorica             | 17 marzo 2013     |
| 26 | Viaggio nello spazio profondo | 24 marzo 2013     |